# Meteorium araucariophila
Meteorium araucariophila är en bladmossart som beskrevs av Fleischer 1908. Meteorium araucariophila ingår i släktet Meteorium och familjen Meteoriaceae. Inga underarter finns listade i Catalogue of Life.